# Start From The Beginning
『Start From The Beginning』（スタート・フロム・ザ・ビギニング）は、J-WALKの13枚目のオリジナルアルバム。1993年12月1日にmeldacから、シングル「その胸のヒーロー」と同時発売された。

## 概要
前作『13歳 -THIRTEEN YEARS OLD-』から1年ぶりに発売。
初回盤には「終わりのない夏」のライブ音源が収録された8cmCD付属。

## 収録曲
（全作詞：知久光康、全編曲：J-WALK）
1. その胸のヒーロー
作曲：中村耕一
27枚目のシングル。
2. どんなに時が流れたあとも
作曲：杉田裕
3. 失くしてしまった手紙のように…
作曲：中村耕一
26枚目のシングル。
4. "J-WALK"の誰かが誰かを愛してる
作曲：杉田裕
シングル「その胸のヒーロー」カップリング曲。
公式サイトでタイトルが「"J-WALK"の〜」から「"JAYWALK"の〜」に変更された。
5. 星が流れる夜
作曲：杉田裕
シングル「失くしてしまった手紙のように…」のカップリング曲。
6. 迷路は続くよ、どこまでも…
作曲：杉田裕
7. 君だけのパラダイス
作曲：田切純一
8. 悲しいくらい脆くて長い橋
作曲：知久光康
9. Start From The Beginning
作曲：杉田裕
後に36枚目のシングルとしてシングルカットされた。
10. どんなに時が流れたあとも (INST)
作曲：杉田裕
11. 祈るなら
作曲：中村耕一

### SPECIAL BONUS SCD (初回盤のみ)
1. 終わりのない夏
作詞・作曲：増田俊郎
アルバム『終わりのない夏』収録曲。
アコースティック・アレンジが施され、スタジオのバルコニーで演奏された音源が収録。